# 15 Herculis
15 Herculis är en orange stjärna i Herkules stjärnbild.
Stjärnan har visuell magnitud +7,26 och kräver fältkikare för att kunna observeras. Den befinner sig på ett avstånd av ungefär 900 ljusår.